# John Brown's body

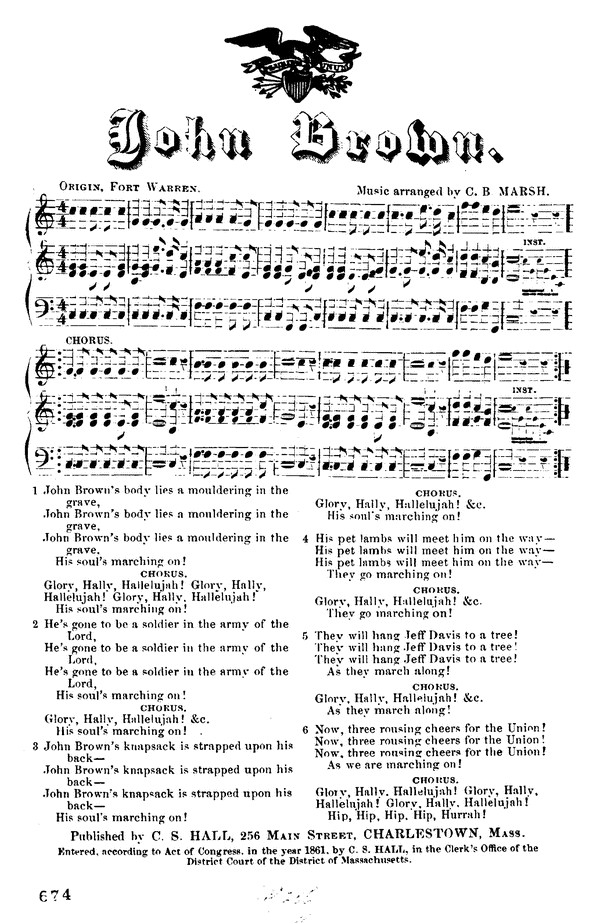
Text a notový zápis, 1861

John Brown's Body (známá také jako John Brown's Song, nebo Glory, glory, aleluja) je píseň ze Spojených států amerických o abolicionistovi Johnu Brownovi. Píseň byla populární zejména v Unii během americké občanské války. Její melodie byla mnohokrát adaptována s různými texty.

## Historie
Píseň vznikla pod vlivem písní amerického táborového hnutí (Camp meeting movement) přelomu 18. a 19. století. Někdy před rokem 1856 ji složil William Steffe. Hrála se například v černošských kostelech, zpívali ji hasiči a vojáci. Roku 1861 na tuto melodii básnířka Julia Wardová Howeová napsala text, který vešel ve známost jako Bojová hymna republiky (The Battle Hymn Of Republic).
V Česku je známá verze od Waldemara Matušky, jejíž text začínající slovy "černý muž pod bičem otrokáře žil" napsal Ivo Fischer. Píseň rovněž adaptovaly skupiny Taxmeni a Alkehol.
Tutéž melodii využívá i píseň Solidarity forever od Peta Seegera.